# 哥本哈根 (紐約州)
哥本哈根（英語：Copenhagen）是位於美國紐約州劉易斯縣的村。

## 人口
根據2020年美國人口普查的數據，哥本哈根的面積為3.04平方千米，皆為陸地。當地共有人口631人，而人口密度為每平方千米208人。